# MAD Video Music Awards

Логотип Mad Video Music Awards 2012 By Vodafone

MAD Video Music Awards — щорічна музична премія, проводиться грецьким телеканалом MAD TV від 2004 року. Покликана відзначити найкращих грецьких музичних виконавців, пісні та відеокліпи.
Від заснування премії церемонія нагородження відбувалася в афінському Театро Врахон, однак 2010 року змінила сцену і тепер проходить в олімпійському центрі тхеквондо у Палео-Фаліро. Незмінний ведучий церемонії — Феміс Йоргантас. Як співведучі також запрошувалися Зета Макріпуліа, Марія Сінацакі.
Вручення премії супроводжується виступами наживо номінованих музикантів та інших популярних виконавців грецької естради. 2011 та 2012 року премія проводилася за підтримки мобільного оператора Vodafone, тому вона офіційно іменувалася відповідно Mad Video Music Awards 2011 by Vodafone CU! та Mad Video Music Awards 2012 By Vodafone.

## Mad Video Music Awards 2018 by COCA - COLA & McDONALD’s
15 церемонія нагородження Mad Video Music Awards відбулася 27 червня 2018 року в олімпійському центрі тхеквондо, 
| #  | Номінація                                     | Переможець                             | Відеокліп             |  |
| -- | --------------------------------------------- | -------------------------------------- | --------------------- |  |
| 1  | Найкраща пісня року                           | Константінос Аргірос                   | Ξημερώματα            |  |
| 2  | Найкращий відеокліп                           | Melisses                               | Είμαι Αλλού           |  |
| 3  | Найкращий дует/співпраця                      | Елена Папарізу Feat. Анастасіос Раммос | Αν με δεις να κλαιω   |  |
| 4  | Best New Artist                               | The players                            |                       |  |
| 5  | Найкращий гурт                                | Melisses                               |                       |  |
| 6  | Найкраща виконавиця (Best Female Modern)      | Елені Фурейра                          | Елені Фурейра         |  |
| 7  | Найкращий виконавець (Best male modern)       | Сакіс Рувас                            | Сакіс Рувас           |  |
| 8  | Best International Song                       | Havana-Camila Cabello                  | Havana-Camila Cabello |  |
| 9  | Best hip hop                                  | Snik                                   | Snik                  |  |
| 10 | Найкращий виконавець (Best Male Adult)        | Константінос Аргірос                   | Константінос Аргірос  |  |
| 11 | Найкраща виконавиця (Best Female Adult)       | Елена Папарізу                         | Елена Папарізу        |  |
| 12 | Best Web Star                                 | 2J                                     | 2J                    |  |
| 13 | Почесна премія (The music icon Special Award) | Йоргос Мазонакіс                       | Йоргос Мазонакіс      |  |

## MAD Video Music Awards 2017 by Coca-Cola and Aussie
14 церемонія нагородження Mad Video Music Awards by Coca-Cola and Viva Wallet відбулася 27 червня 2017 року в олімпійському центрі тхеквондо. 
| #  | Номінація                                | Переможець                     | Відеокліп              |  |
| -- | ---------------------------------------- | ------------------------------ | ---------------------- |  |
| 1  | Найкраща пісня року                      | Пантеліс Пантелідіс            | Θυμάμαι                |  |
| 2  | Відеокліп року                           | Demy                           | This Is Love           |  |
| 3  | Best ballad video                        | Melisses                       | Το Κύμα                |  |
| 4  | Найкращий відеокліп — dance              | Елені Фурейра Feat. Mike       | Τι Κοιτάς              |  |
| 5  | Найкращий відеокліп (сюжет               | Елені Фурейра                  | Δεν Σου Χρωστάω Αγάπη  |  |
| 6  | Найкращий альтернативний відеокліп       | Панос Музуракіс                | Αύγουστος              |  |
| 7  | Найкращий дует/співпраця                 | Stavento Feat. Меліна Асланіду | Nερό Και Χώμα          |  |
| 8  | Best hip hop video                       | Snik                           | Ferrari                |  |
| 9  | Найкращий виконавець Кіпру               | Йоргос Пападопулос             | Η Αλήθεια Μοιάζει Ψέμα |  |
| 10 | MAD GREEKZ                               | Наташа Теодоріду               | Ανήσυχος Καιρός        |  |
| 11 | Найкращий гурт                           | Melisses                       |                        |  |
| 12 | Найкраща виконавиця (Best Female Modern) | Елена Папарізу                 | Елена Папарізу         |  |
| 13 | Найкращий виконавець (BEST MALE MODERN ) | Панос Музуракіс                | Панос Музуракіс        |  |
| 14 | Найкращий артист-новичок                 | Вангеліс Какуріотіс            | Вангеліс Какуріотіс    |  |
| 15 | SUPERFANS OF THE YEAR                    | Вангеліс Какуріотіс            | Вангеліс Какуріотіс    |  |
| 16 | Найкращий виконавець (Best Male Adult)   | Константінос Аргірос           | Константінос Аргірос   |  |
| 17 | Найкраща виконавиця (Best Female Adult)  | Паола Фока                     | Паола Фока             |  |
| 18 | Почесна премія (The music icon)          | Антоніс Ремос                  | Антоніс Ремос          |  |

## Премія 2016
13 церемонія нагородження Mad Video Music Awards by Coca-Cola and Viva Wallet відбулася 28 червня 2016 року в олімпійському центрі тхеквондо. Гасло церемонії — «My music... My story!».
| #  | Номінація                                | Переможець                | Відеокліп                       |  |
| -- | ---------------------------------------- | ------------------------- | ------------------------------- |  |
| 1  | Відеокліп року                           | Елені Фурейра             | Στο θεό με πάει                 |  |
| 2  | Найкращий відеокліп — поп-музика         | Сакіс Рувас               | Φίλα με                         |  |
| 3  | Найкращий відеокліп — dance              | Playmen                   | Stand By me Now                 |  |
| 4  | Найкращий відеокліп — поп-рок            | Йоргос Сабаніс            | Πριν πεις Σαγαπώ                |  |
| 5  | Найкращий відеокліп —урбан               | Demy                      | Η αλήθεια μοιαζει ψέμα          |  |
| 6  | Найкращий дует/співпраця                 | Boys And Noise Feat. Mike | Για μια θέση μες την καρδιά σου |  |
| 7  | Найкраща пісня року                      | Stan                      | Με στεναχωρεί                   |  |
| 8  | Найкращий відеокліп MAD на Кіпрі         | Demy                      | Η Αλήθεια Μοιάζει Ψέμα          |  |
| 9  | MAD GREEKZ                               | Константінос Аргірос      | Το Συμπέρασμα                   |  |
| 10 | Найкращий гурт                           | Melisses                  |                                 |  |
| 11 | Найкраща виконавиця (Best Female Modern) | Елена Папарізу            | Елена Папарізу                  |  |
| 12 | Найкращий виконавець (BEST MALE MODERN ) | Сакіс Рувас               | Сакіс Рувас                     |  |
| 13 | Найкращий артист-новичок                 | Константінос Куфос        | Константінос Куфос              |  |
| 14 | Найкращий виконавець (Best Male Adult)   | Пантеліс Пантелідіс       | Пантеліс Пантелідіс             |  |
| 15 | Найкраща виконавиця (Best Female Adult)  | Деспіна Ванді             | Деспіна Ванді                   |  |

Анна Віссі отримала почесну нагороду Mad Video Music Awards 2016 за всю свою кар'єру (40 років на музичній сцені).

## Премія 2015
12 церемонія нагородження Mad Video Music Awards by Coca-Cola відбулася 29 червня 2015 року в олімпійському центрі тхеквондо . Церемонія нагородження була організована Mad і Coca-Cola,
| #  | Номінація                                | Переможець                    | Відеокліп                  |
| -- | ---------------------------------------- | ----------------------------- | -------------------------- |
| 1  | Відеокліп року                           | Stan                          | Όταν Αγαπάς                |
| 2  | Найкращий відеокліп — поп-музика         | Boys And Noise                | Μαζί Σου Μπορώ             |
| 3  | Найкращий відеокліп — dance              | Елені Фурейра                 | Party Sleep Repeat (PSR)   |
| 4  | Найкращий відеокліп — поп-рок            | Melisses                      | Ένα                        |
| 5  | Найкращий відеокліп —урбан               | Stavento Feat. Елена Папарізу | Στην Άκρη Του Κόσμου       |
| 6  | Найкращий дует/співпраця                 | Demy Feat. Mike               | Όσο Ο Κόσμος Θα Έχει Εσένα |
| 7  | Найкраща пісня року                      | Melisses                      | Ένα                        |
| 8  | Найкращий відеокліп MAD на Кіпрі         | Елені Фурейра                 | Party Sleep Repeat         |
| 9  | MAD GREEKZ                               | Пантеліс Пантелідіс           | Γίνεται                    |
| 10 | Найкращий гурт                           | Boys And Noise                | Boys And Noise             |
| 11 | Найкраща виконавиця (Best Female Modern) | Demy                          | Demy                       |
| 12 | Найкращий виконавець (Best Male Modern)  | Сакіс Рувас                   | Сакіс Рувас                |
| 13 | Найкращий артист-новичок                 | Марія-Елена Кіріаку           | Марія-Елена Кіріаку        |
| 14 | Найкращий виконавець (Best Male Adult)   | Пантеліс Пантелідіс           | Пантеліс Пантелідіс        |
| 15 | Найкраща виконавиця (Best Female Adult)  | Деспіна Ванді                 | Деспіна Ванді              |

## Премія 2014
Вручення 11-ї поспіль премії відбулося 23 червня вперше на Стадіоні миру та дружби (ΣΕΦ). Ведучим церемонії традиційно був Феміс Йоргонтас.
| #  | Номінація                         | Переможець                        | Відеокліп         |
| -- | --------------------------------- | --------------------------------- | ----------------- |
| 1  | Відеокліп року                    | Alex Leon Feat. Demy & Epsilon    | The Sun           |
| 2  | Найкращий відеокліп — поп-музика  | BOYS & NOISE                      | Κάνε Κάτι         |
| 3  | Найкращий відеокліп — dance       | Claydee Feat. Ruby                | Do It             |
| 4  | Найкращий відеокліп — поп-рок     | Melisses                          | Η Μόνη Επιλογή    |
| 5  | Найкращий відеокліп —урбан        | Stan                              | Παιχνίδια Ερωτικά |
| 6  | Найкращий дует/співпраця          | Stavento Feat. Дімос Анастасіадіс | Βουτιά Στο Κενό   |
| 7  | Найкраща пісня року               | Alex Leon Feat. Demy & Epsilon    | The Sun           |
| 8  | Найкращий танець у відеокліпі     | Паола Фока                        | Κράτα Με          |
| 9  | MAD GREEKZ                        | Пантеліс Пантелідіс               | Όνειρο ζω         |
| 10 | Найкращий гурт                    | Melisses                          | Melisses          |
| 11 | Найкраща виконавиця               | Деспіна Ванді                     | Деспіна Ванді     |
| 12 | Найкращий виконавець              | Сакіс Рувас                       | Сакіс Рувас       |
| 13 | Найкращий артист новачок          | BOYS & NOISE                      | BOYS & NOISE      |
| 14 | Найкращий Артист Кіпру (MAD Кіпр) | Костас Мартакіс                   | Костас Мартакіс   |
| 15 | Артист року                       | Деспіна Ванді                     | Деспіна Ванді     |

## Премія 2013
Вручення ювілейної 10-ї премії відбулося 25 червня у центрі тхеквондо, Палео-Фаліро.
| #  | Номінація                         | Переможець                                        | Відеокліп                 |
| -- | --------------------------------- | ------------------------------------------------- | ------------------------- |
| 1  | Відеокліп року                    | Сакіс Рувас                                       | Τώρα                      |
| 2  | Відеокліп Лаїко                   | Антоніс Ремос                                     | Τα Σάββατα                |
| 3  | Найкращий відеокліп — поп-музика  | Demy                                              | Πόσες Χιλιάδες Καλοκαίρια |
| 4  | Найкращий відеокліп — dance       | Playmen Feat.Елена Папарізу, Courtney, RiskyKidd  | All The Time              |
| 5  | Найкращий відеокліп — поп-рок     | Йоргос Сабаніс                                    | Ώρα Μηδέν                 |
| 6  | Найкращий відеокліп —урбан        | Stan                                              | Καλοκαιρινή Δροσιά        |
| 7  | Найкращий дует/співпраця          | Playmen Feat. Елена Папарізу, Courtney, RiskyKidd | All The Time              |
| 8  | Відеокліп-ікона стилю             | Елені Фурейра                                     | Πιο Έρωτας Πεθαί          |
| 9  | Найкраща пісня року               | Константінос Аргірос                              | Ποτέ ξανά                 |
| 10 | Найкращий гурт                    | Melisses                                          | Melisses                  |
| 11 | Найкраща виконавиця               | Елена Папарізу                                    | Елена Папарізу            |
| 12 | Найкращий виконавець              | Сакіс Рувас                                       | Сакіс Рувас               |
| 13 | Найкращий артист новачок          | Пантеліс Пантелідіс                               | Пантеліс Пантелідіс       |
| 14 | Найкращий Артист Кіпру (MAD Кіпр) | Vegas                                             | Vegas                     |
| 15 | Артист року                       | Антоніс Ремос                                     | Антоніс Ремос             |

## Премія 2012
20 червня 2012 року відбулася олімпійському центрі тхеквондо у Палео-Фаліро дев'ята поспіль церемонія нагородження MAD Video Music Awards.
| #  | Номінація                                  | Переможець                     | Відеокліп                           |
| -- | ------------------------------------------ | ------------------------------ | ----------------------------------- |
| 1  | Відеокліп року                             | Міхаліс Хадзіянніс             | Θάρρος Ή Αλήθεια                    |
| 2  | Відеокліп Mad Greekz                       | Нікос Вертіс                   | Αν Είσαι Ένα Αστέρι                 |
| 3  | Найкращий відеокліп — поп-музика           | Елені Фурейра                  | Reggaeton                           |
| 4  | Найкращий відеокліп — dance                | OtherView Feat. Mark F. Angelo | I Am The One                        |
| 5  | Найкращий відеокліп — рок                  | Melisses                       | Σαν Σκιά                            |
| 6  | Найкращий відеокліп — хіп-хоп/урбан        | Міденістіс Feat. Demy          | Μια Ζωγραφιά (Ο Κόσμος Μας)         |
| 7  | Найкращий відеокліп — альтернативна музика | Ставрос Міхалакакос            | Να Με Καταστρέψεις Γλυκά            |
| 8  | Найкращий дует/співпраця                   | Міденістіс Feat. Demy          | Μια Ζωγραφιά (Ο Κόσμος Μας)         |
| 9  | Sexy відеокліп року                        | Елені Фурейра                  | Reggaeton                           |
| 10 | Відеокліп-ікона стилю                      | Йоргос Мазонакіс               | Μην Πας Πουθενά                     |
| 11 | Найкраща лірика до пісні                   | Деспіна Ванді                  | Έχει Ο Καιρός Γυρίσματα / Γυρίσματα |
| 12 | Трек року на Mad Radio 106.2               | Елена Папарізу                 | Baby It's Over                      |
| 13 | Найкращий гурт                             | Vegas                          | Vegas                               |
| 14 | Найкраща виконавиця                        | Елена Папарізу                 | Елена Папарізу                      |
| 15 | Найкращий виконавець                       | Сакіс Рувас                    | Сакіс Рувас                         |
| 16 | Найкращий артист новачок                   | Demy                           | Demy                                |
| 17 | Артист року                                | Сакіс Рувас                    | Сакіс Рувас                         |

## Премія 2011
14 червня 2011 року в олімпійському центрі тхеквондо у Палео-Фаліро відбулася восьма поспіль церемонія нагородження MAD Video Music Awards.
| #  | Номінація                                  | Переможець                           | Відеокліп              |
| -- | ------------------------------------------ | ------------------------------------ | ---------------------- |
| 1  | Відеокліп року                             | Сакіс Рувас                          | Παράφορα               |
| 2  | Відеокліп Mad Greekz                       | Христос Холідіс                      | Κακομαθημένο           |
| 3  | Найкращий відеокліп — поп-музика           | Сакіс Рувас                          | Παράφορα               |
| 4  | Найкращий відеокліп — dance                | Claydee & Dimension-X                | Call Me                |
| 5  | Найкращий відеокліп — рок                  | Onirama                              | Ο Φτωχός               |
| 6  | Найкращий відеокліп — хіп-хоп/урбан        | Stavento Feat. Іві Адаму             | Σαν Έρθει Η Μέρα       |
| 7  | Найкращий відеокліп — альтернативна музика | Панос Музуракіс та Костіс Маравегіас | Φίλα Με Ακόμα          |
| 8  | Найкращий дует/співпраця                   | Панос Музуракіс та Костіс Маравегіас | Φίλα Με Ακόμα          |
| 9  | Sexy відеокліп року                        | Елені Фурейра                        | Το ‘Χω — Πομ-Πομ       |
| 10 | Відеокліп-ікона стилю                      | Елена Папарізу                       | Baby It's Over         |
| 11 | Найкраща лірика до пісні                   | Антоніс Ремос                        | Κομμένα Πια Τα Δανεικά |
| 12 | Трек року на Mad Radio 106.2               | Nicko                                | Last Summer            |
| 13 | Найкращий саундтрек                        | Alex Leon ft. T-Pain                 | Out Of My Head         |
| 14 | Найкращий гурт                             | Onirama                              | Onirama                |
| 15 | Найкраща виконавиця                        | Елена Папарізу                       | Елена Папарізу         |
| 16 | Найкращий виконавець                       | Антоніс Ремос                        | Антоніс Ремос          |
| 17 | Найкращий артист новачок                   | Елені Фурейра                        | Елені Фурейра          |
| 18 | Артист року                                | Сакіс Рувас                          | Сакіс Рувас            |

## Премія 2010
14 червня 2010 року в олімпійському центрі тхеквондо у Палео-Фаліро відбулася сьома поспіль церемонія нагородження MAD Video Music Awards.
| #  | Номінація                                  | Переможець              | Відеокліп           |
| -- | ------------------------------------------ | ----------------------- | ------------------- |
| 1  | Відеокліп року                             | Елена Папарізу          | Θα'μαι αλλιώς       |
| 2  | Відеокліп Mad Greekz                       | Наташа Теодоріду        | Μια Κόκκινη Γραμμή  |
| 3  | Найкраща режисерська робота                | Константінос Рігос      | Κρυφά               |
| 4  | Найкращий відеокліп — поп-музика           | Сакіс Рувас             | Σπάσε το χρόνο      |
| 5  | Найкращий відеокліп — dance                | Claydee & Dimension-X   | Call Me             |
| 6  | Найкращий відеокліп — рок                  | Міронас Стратіс         | Πριν μας δει κανείς |
| 7  | Найкращий відеокліп — хіп-хоп/урбан        | Vegas                   | Τους πονάει         |
| 8  | Найкращий відеокліп — альтернативна музика | Locomondo               | Μαγικό Χαλί         |
| 9  | Найкращий відеокліп — entexno              | Елеонора Зуганелі       | Κόψε Και Μοίρασε    |
| 10 | Найкращий дует/співпраця                   | Тамта Feat. Сакіс Рувас | Θάρρος Ή Αλήθεια    |
| 11 | Sexy відеокліп року                        | Елена Папарізу          | Αν ήσουνα αγάπη     |
| 12 | Відеокліп-ікона стилю                      | Сакіс Рувас             | Σπάσε το χρόνο      |
| 13 | Найкраща лірика до пісні                   | Панос Кіамос            | Σφύριξα… Κι Έληξες  |
| 14 | Трек року на Mad Radio 106.2               | Йоргос Рус              | Εξαιρέσεις          |
| 15 | Найкращий саундтрек                        | Mark Angelo ft. Shaya   | Far From Everything |
| 16 | Найкращий гурт                             | Onirama                 | Onirama             |
| 17 | Найкраща виконавиця                        | Деспіна Ванді           | Деспіна Ванді       |
| 18 | Найкращий виконавець                       | Міхаліс Хадзіянніс      | Міхаліс Хадзіянніс  |
| 19 | Найкращий артист новачок                   | Melisses                | Melisses            |
| 20 | Артист року                                | Сакіс Рувас             | Сакіс Рувас         |

## Премія 2009
24 червня 2009 року у Театро Врахон «Меліна Меркурі» відбулася шоста поспіль церемонія нагородження MAD Video Music Awards.
| #  | Номінація                                  | Переможець                  | Відеокліп                                           |
| -- | ------------------------------------------ | --------------------------- | --------------------------------------------------- |
| 1  | Відеокліп року                             | Елена Папарізу              | Πυροτεχνήματα                                       |
| 2  | Найкраща режисерська робота                | White Room                  | Ανάποδα                                             |
| 3  | Найкращий відеокліп — сучасна лаїко        | Нікос Ікономопулос          | Όλα για σένα                                        |
| 4  | Найкращий відеокліп — сучасна музика       | Елефтеріа Арванітакі        | Δεν μιλώ για μια νύχτα εγώ                          |
| 5  | Найкращий відеокліп — поп-музика           | Елена Папарізу              | Πυροτεχνήματα                                       |
| 6  | Найкращий відеокліп — рок                  | Міронас Стратіс             | Πάνω απ' όλα                                        |
| 7  | Найкращий відеокліп — хіп-хоп              | Stavento feat. Shaya        | Πριν σε γνωρίσω (Τα κακώς κείμενα)                  |
| 8  | Найкращий відеокліп — альтернативна музика | Сіана (Συάνα)               | Shine                                               |
| 9  | Найкращий дует/співпраця                   | Маро Літра feat. TNS        | Κάνεις λάθος                                        |
| 10 | Sexy відеокліп року                        | Lava feat. Катерина Стикуді | Τώρα                                                |
| 11 | Відеокліп-ікона стилю                      | Анна Віссі                  | Στην πυρά                                           |
| 12 | Найкраща лірика до пісні                   | Анна Віссі                  | Μπορείς απόψε να βγεις μ' όλες τις τσ...λες της γης |
| 13 | Найкращий саундтрек                        | Deep Fear                   | Sidekick                                            |
| 14 | Найкращий гурт                             | Onirama                     | Onirama                                             |
| 15 | Найкраща виконавиця                        | Елена Папарізу              | Елена Папарізу                                      |
| 16 | Найкращий виконавець                       | Сакіс Рувас                 | Сакіс Рувас                                         |
| 17 | Найкращий артист новачок                   | Дімос Анастасіадіс          | Дімос Анастасіадіс                                  |
| 18 | Артист року                                | Сакіс Рувас                 | Сакіс Рувас                                         |

## Премія 2008
17 червня 2008 року у Театро Врахон «Меліна Меркурі» відбулася п'ята поспіль церемонія нагородження MAD Video Music Awards.
| #  | Номінація                                  | Переможець                               | Відеокліп                          |
| -- | ------------------------------------------ | ---------------------------------------- | ---------------------------------- |
| 1  | Відеокліп року                             | Goin' Through                            | Ψηλά το κεφάλι                     |
| 2  | Найкраща режисерська робота                | Вангеліс Калайдзіс                       | Αν θα μπορούσα τον κόσμο να άλλαζα |
| 3  | Найкращий відеокліп — сучасна лаїко        | Нікос Вертіс                             | Μόνο για σένα                      |
| 4  | Найкращий відеокліп — сучасна музика       | Андріанна Бабалі                         | Δες καθαρά (Face a La Mer)         |
| 5  | Найкращий відеокліп — поп-музика           | Елена Папарізу                           | Το φιλί της ζωής                   |
| 6  | Найкращий відеокліп — рок                  | Нікос Міхас                              | Μπου###λο                          |
| 7  | Найкращий відеокліп — хіп-хоп              | Stavento                                 | Μέσα σου                           |
| 8  | Найкращий відеокліп — альтернативна музика | Locomondo                                | Γαμήλιο Πάρτι                      |
| 9  | Найкращий дует/співпраця                   | Міхаліс Хадзіянніс feat. Деспіна Олімпіу | Ο παράδεισος δε φτιάχτηκε για μας  |
| 10 | Sexy відеокліп року                        | Нікос Міхас                              | Μπουρ###λο                         |
| 11 | Відеокліп-ікона стилю                      | Пеггі Зіна                               | Τρέξε                              |
| 12 | Найкраща лірика до пісні                   | Алекос Заксопулос                        | Στην υγειά της αχάριστης           |
| 13 | Найкращий гурт                             | Onirama                                  | Onirama                            |
| 14 | Найкраща виконавиця                        | Деспіна Ванді                            | Деспіна Ванді                      |
| 15 | Найкращий виконавець                       | Сакіс Рувас                              | Сакіс Рувас                        |
| 16 | Найкращий артист новачок                   | Нікос Ікономопулос                       | Нікос Ікономопулос                 |
| 17 | Артист року                                | Елена Папарізу                           | Елена Папарізу                     |

## Премія 2007
25 червня 2007 року у Театро Врахон «Меліна Меркурі» відбулася четверта поспіль церемонія нагородження MAD Video Music Awards.
| #  | Номінація                                                | Переможець                                         | Відеокліп                                              |
| -- | -------------------------------------------------------- | -------------------------------------------------- | ------------------------------------------------------ |
| 1  | Відеокліп року                                           | Міхаліс Хадзіянніс                                 | Όλα ή τίποτα                                           |
| 2  | Найкраща режисерська робота                              | Деспіна Ванді / Костас Капетанідіс                 | Κάλαντα                                                |
| 3  | Найкращий відеокліп — сучасна лаїко                      | Пеггі Зіна                                         | Ένα                                                    |
| 4  | Найкращий відеокліп — сучасна музика                     | Глікерія                                           | Κρυφτό                                                 |
| 5  | Найкращий відеокліп — поп-музика                         | Міхаліс Хадзіянніс                                 | Όλα ή τίποτα                                           |
| 6  | Найкращий відеокліп — рок                                | C:Real                                             | Επικίνδυνα σε θέλω                                     |
| 7  | Найкращий відеокліп — хіп-хоп                            | Goin' Through feat. Πασχάλης, TNS, Ταραξίας, Θηρίο | Σχολείο 2006 (Family 101 School)                       |
| 8  | Найкращий відеокліп — dance                              | Сакіс Рувас                                        | Όλα γύρω σου γυρίζουν                                  |
| 9  | Sexy відеокліп року                                      | Маро Літра                                         | Η μηχανή του χρόνου                                    |
| 10 | Відеокліп-ікона стилю                                    | Елена Папарізу                                     | Αν είχες έρθει πιο νωρίς                               |
| 11 | Найкраща лірика до пісні                                 | Goin' Through                                      | Κύριε Υπουργέ γ...ώ τα υπουργεία σας (Καλημέρα Ελλάδα) |
| 12 | Найкращий відеокліп гурту                                | C:Real                                             | Επικίνδυνα σε θέλω                                     |
| 13 | Найкращий відеокліп жінки-виконавиці                     | Елена Папарізу                                     | Gigolo                                                 |
| 14 | Найкращий відеокліп чоловіка-виконавця                   | Міхаліс Хадзіянніс                                 | Όλα ή τίποτα                                           |
| 15 | Найкращий відеокліп дуету                                | Деспіна Ванді feat. Йоргос Мазонакіс               | Αμανέ                                                  |
| 16 | Найкращий відеокліп артиста-новачка                      | Костас Мартакіс                                    | Ναι                                                    |
| 17 | Артист року (із найбільшою кількістю показів відеокліпу) | Міхаліс Хадзіянніс                                 | Міхаліс Хадзіянніс                                     |

## Премія 2006
14 червня 2006 року у Театро Врахон «Меліна Меркурі» відбулася третя поспіль церемонія нагородження MAD Video Music Awards.
| #  | Номінація                                                | Переможець                                       | Відеокліп                                |
| -- | -------------------------------------------------------- | ------------------------------------------------ | ---------------------------------------- |
| 1  | Відеокліп року                                           | Ванеса Адамопулу feat. Γιώτα 7                   | Πάνω στην τρέλα μου                      |
| 2  | Найкраща режисерська робота                              | Деспіна Ванді                                    | Στην αυλή του παραδείσου                 |
| 3  | Найкращий відеокліп — сучасна лаїко                      | Деспіна Ванді                                    | Στην αυλή του παραδείσου                 |
| 4  | Найкращий відеокліп — сучасна музика                     | Ралліа Христиду                                  | Εγώ για σένα (Ancora vivo)               |
| 5  | Найкращий відеокліп — поп-музика                         | Елена Папарізу                                   | Το φως στην ψυχή (The Light in Our Soul) |
| 6  | Найкращий відеокліп — рок                                | Міхаліс Емірліс                                  | Η πίπα της ειρήνης                       |
| 7  | Найкращий відеокліп — хіп-хоп                            | Анна Віссі feat. Нікос Вурліотіс (Goin' Through) | Έρωτα ή πόλεμο                           |
| 8  | Найкращий відеокліп — dance                              | Деспіна Ванді / Фівос                            | Jambi                                    |
| 9  | Sexy відеокліп року                                      | ΝΙΝΟ                                             | Έρωτά μου                                |
| 10 | Відеокліп-ікона стилю                                    | Сакіс Рувас                                      | Μίλα της                                 |
| 11 | Найкраща лірика до пісні                                 | Еллі Коккіну                                     | Τι της έχεις βρει                        |
| 12 | Найкращий відеокліп гурту                                | Родес feat. Елефтеріа Арванітакі                 | Φοβάμαι (Δεν είναι ο κόσμος σου αυτός)   |
| 13 | Найкращий відеокліп жінки-виконавиці                     | Елена Папарізу                                   | My Number One                            |
| 14 | Найкращий відеокліп чоловіка-виконавця                   | Сакіс Рувас                                      | Να μ' αγαπάς                             |
| 15 | Найкращий відеокліп дуету                                | Ванеса Адамопулу feat. Γιώτα 7                   | Πάνω στην τρέλα μου                      |
| 16 | Найкращий відеокліп артиста-новачка                      | Тамта                                            | Φταις (Faraway)                          |
| 17 | Артист року (із найбільшою кількістю показів відеокліпу) | Елена Папарізу                                   | Mambo                                    |

## Премія 2005
14 червня 2005 року у Театро Врахон «Меліна Меркурі» відбулася друга поспіль церемонія нагородження MAD Video Music Awards.
| #  | Номінація                                                | Переможець                          | Відеокліп             |
| -- | -------------------------------------------------------- | ----------------------------------- | --------------------- |
| 1  | Відеокліп року                                           | Міхаліс Хадзіянніс                  | Για σένα              |
| 2  | Найкраща режисерська робота                              | Елена Папарізу / Йоргос Ґавалос     | Τρελή καρδιά          |
| 3  | Найкращий відеокліп — сучасна лаїко                      | Деспіна Ванді                       | Happy End             |
| 4  | Найкращий відеокліп — сучасна музика                     | Алкістіс Протопсалті                | Ο Άγγελος μου         |
| 5  | Найкращий відеокліп — поп-музика                         | ΝΙΝΟ                                | Φοβάμαι               |
| 6  | Найкращий відеокліп — рок                                | Domenica                            | Λίγη ζωή ακόμη        |
| 7  | Найкращий відеокліп — хіп-хоп                            | Goin' Through feat. TNS & Αλέξης Δ. | Γυναίκες              |
| 8  | Найкращий відеокліп — dance                              | Анна Віссі                          | Εχω πεθάνει για σένα  |
| 9  | Sexy відеокліп року                                      | Анна Віссі                          | Μην ψάχνεις την αγάπη |
| 10 | Відеокліп-ікона стилю                                    | Деспіна Ванді                       | Come Along Now        |
| 11 | Найкраща лірика до пісні                                 | Йоргос Мазонакіс                    | Σ' έχω κάνει Θεό      |
| 12 | Найкращий відеокліп гурту                                | Goin' Through feat. TNS & Αλέξης Δ. | Γυναίκες              |
| 13 | Найкращий відеокліп жінки-виконавиці                     | Елена Папарізу                      | Κάτσε καλά            |
| 14 | Найкращий відеокліп чоловіка-виконавця                   | Антоніс Ремос                       | Χαμογέλασε            |
| 15 | Найкращий відеокліп дуету                                | Еллі Коккіну feat. Йоргос Цалікіс   | Βye Bye               |
| 16 | Найкращий відеокліп артиста-новачка                      | Сарбель                             | Σε πήρα σοβαρά (Diva) |
| 17 | Артист року (із найбільшою кількістю показів відеокліпу) | Деспіна Ванді                       | Деспіна Ванді         |

## Премія 2004
25 червня 2004 року у Театро Врахон «Меліна Меркурі» відбулася перша церемонія нагородження MAD Video Music Awards.
| #  | Номінація                                                | Переможець                               | Відеокліп           |
| -- | -------------------------------------------------------- | ---------------------------------------- | ------------------- |
| 1  | Найкращий відеокліп — сучасна лаїко                      | Анна Віссі                               | Τραίνο              |
| 2  | Найкращий відеокліп — сучасна музика                     | Міхаліс Хадзіянніс                       | Πάρτυ (Unplugged)   |
| 3  | Найкращий відеокліп — поп-музика                         | Міхаліс Хадзіянніс                       | Μόνος μου           |
| 4  | Найкращий відеокліп — рок                                | Дімітріс Кор'яалас feat. Катерина Муцацу | Μια φορά            |
| 5  | Найкращий відеокліп — хіп-хоп                            | Goin' Through feat. Ισορροπιστής         | Πόσο μ***ς είσαι    |
| 6  | Найкращий відеокліп — dance                              | Елена Папарізу                           | Αναπάντητες κλήσεις |
| 7  | Найкраща режисерська робота                              | Сакіс Рувас / Xavier Gens / Bullring     | Πες της             |
| 8  | Sexy відеокліп року                                      | Сакіс Рувас                              | Πες της             |
| 9  | Відеокліп-ікона стилю                                    | Деспіна Ванді                            | Come Along Now      |
| 10 | Найкраща лірика до пісні                                 | Христос Пазіс                            | Χαλαρά              |
| 11 | Найкращий відеокліп гурту                                | Hi-5                                     | Ξέρω τι ζητάω'      |
| 12 | Найкращий відеокліп жінки-виконавиці                     | Анна Віссі                               | Τραίνο              |
| 13 | Найкращий відеокліп чоловіка-виконавця                   | Антоніс Ремос                            | Μια αναπνοή         |
| 14 | Найкращий відеокліп дуету                                | Дімітріс Кор'яалас feat. Катерина Муцацу | Μια φορά            |
| 15 | Найкращий відеокліп артиста-новачка                      | ΝΙΝΟ                                     | Ας τελειώσουμε      |
| 16 | Артист року (із найбільшою кількістю показів відеокліпу) | Анна Віссі                               | Анна Віссі          |